# 大江崇允
大江 崇允（おおえ たかまさ、1981年1月6日 - ）は、日本の映画監督、脚本家である。

## 人物
大阪府出身。近畿大学で舞台芸術を学んだ後「旧劇団スカイフィッシュ」を旗揚げ、演出や俳優として舞台作品に携わる。その後、映画制作を始め、監督・脚本として活動。監督作品にCINEDRIVE2010監督賞を受賞した『美しい術』（09）、第7回CO2グランプリほか国内外で評価を受けた『適切な距離』（11）などがある。濱口竜介監督の『ドライブ・マイ・カー』（21）では濱口監督と共同で脚本を担当し、米アカデミー賞の脚色賞にノミネートされた。
監督・脚本の新作映画『鯨の骨』（23）が2023年10月13日より劇場公開。

## 作品

### 長編映画
- 花の袋（2008年） - プロデューサー
- 美しい術（2009年） - 監督・脚本[2]
- 夕暮れ（2010年） - プロデューサー[3]
- 適切な距離（2011年） - 監督・脚本[2]
- アスリート〜俺が彼に溺れた日々〜（2019年） - 監督
- ドライブ・マイ・カー（2021年） - 脚本（濱口竜介との共同脚本）・監督補
- 鯨の骨（2023年）- 監督・脚本[4]
- ひな（2023年） - 脚本
- 雨の中の慾情（2024年公開予定） - 脚本協力

### 短編映画
- かくれんぼ（2012年） - 監督[2]

### ドラマ
- 君は放課後、宙を飛ぶ（2018年、TBS・東映） - 監督[5]
- 恋のツキ（2018年、テレビ東京） - 脚本
- キン肉マン THE LOST LEGEND（2021年、WOWOW） - 構成
- すべて忘れてしまうから（2022年、Disney+）- 脚本[6][7]
- ガンニバル（2022年、Disney+） - 脚本[8][9]
- ワンダーハッチ -空飛ぶ竜の島-（2023年、Disney+） - 脚本[10]
- 地震のあとで（2025年、NHK総合） - 脚本

## 受賞・ノミネート

### 長編映画
- 美しい術
  - CINEDRIVE2010 監督賞[11]
  - 第11回Nippon Connection ニッポン・ヴィジョンズ部門 ノミネート[12]
- 適切な距離
  - 第7回CO2（シネアスト・オーガニゼイション⼤阪）[13] シネアスト大阪市長賞（グランプリ）・主演男優賞（内村遥）
  - 第1回World Gate Film Festival 長編部門・グランプリ[14][15]
  - 第２回ハノイ国際映画祭 長編コンペディション部門 ノミネート[16][11]
  - 第13回チョンジュ国際映画祭 World Cinema部門 ノミネート[11]
  - 第13回Nippon Connection ニッポン・ヴィジョンズ部門 ノミネート[17]
- ドライブ・マイ・カー
  - カンヌ国際映画祭 脚本賞（濱口竜介との共同脚本）
  - アジア太平洋映画賞 脚本賞
  - オースティン映画批評家協会賞 脚色賞
  - ボストン映画批評家協会賞 脚本賞
  - シカゴ映画批評家協会賞 脚色賞ノミネート
  - ロサンゼルス映画批評家協会賞 脚本賞
  - セントルイス映画批評家協会賞 脚色賞ノミネート
  - 全米映画批評家協会賞 脚本賞
  - サンフランシスコ・ベイエリア映画批評家協会賞 脚色賞ノミネート
  - オンライン映画批評家協会賞 脚色賞ノミネート
  - ロンドン映画批評家協会賞 脚本賞
  - アカデミー賞 脚色賞ノミネート
  - 第13回TAMA映画賞 最優秀作品賞
  - 第95回キネマ旬報ベスト・テン 脚本賞
  - 第76回毎日映画コンクール 脚本賞ノミネート
  - 第45回日本アカデミー賞 最優秀脚本賞

### 短編映画
- かくれんぼ
  - 第7回⼤阪アジアン映画祭 インディ・フォーラム部門部⾨ ノミネート[18]